# ムロジョン・ユルドシェフ
ムロジョン・ユルドシェフ（Murodjon Yuldoshev 1995年8月9日- ）はウズベキスタン出身の柔道選手。階級は73kg級。

## 経歴
2022年のグランプリ・アルマダ73kg級でIJFワールド柔道ツアー初優勝を飾った。アジア選手権では2位、ワールドマスターズでは3位になった。2023年には地元で開催されたグランドスラム・タシケントで優勝した。世界選手権では準決勝でスイスのニルス・シュトゥンプに敗れるも3位となった。アジア大会では決勝で元世界チャンピオンの橋本壮市を技ありで破って優勝したが、団体戦では決勝の日本戦で大吉賢に隅落で敗れて2位だった。2024年のパリオリンピックでは2回戦で敗れた。その後階級を81㎏級に上げると、グランプリ・リンツで2位になった。
IJF世界ランキングは2872ポイント獲得で25位(25/3/17現在)。

## 主な戦績
73㎏級での戦績
- 2021年 - アジアオープン・アクタウ　優勝
- 2022年 - グランプリ・アルマダ　優勝
- 2022年 - グランドスラム・トビリシ　3位
- 2022年 - アジア選手権　2位
- 2022年 - ワールドマスターズ　3位
- 2023年 - グランドスラム・タシケント　優勝
- 2023年 - 世界選手権　3位
- 2023年 - アジア大会　個人戦　優勝　団体戦　2位
- 2023年 -　グランドスラム・東京　5位
- 2024年 -　アジア選手権　個人戦 2位 団体戦 3位

81㎏級での戦績
- 2025年 - グランプリ・リンツ　2位
- 2025年 -　グランドスラム・ドゥシャンベ　3位

(出典、JudoInside.com)